# Chasmanthium
Chasmanthium is een geslacht uit de grassenfamilie (Poaceae). De soorten van dit geslacht komen voor in Amerika.

## Soorten
De Catalogue of New World Grasses [13 december 2010] erkent de volgende vijf soorten
- Chasmanthium curvifolium
- Chasmanthium latifolium
- Chasmanthium laxum
- Chasmanthium nitidum
- Chasmanthium ornithorhynchum